# Paraphlepsius divergens
Paraphlepsius divergens är en insektsart som beskrevs av Paul W. Oman 1931. Paraphlepsius divergens ingår i släktet Paraphlepsius och familjen dvärgstritar. Inga underarter finns listade i Catalogue of Life.